# 蒙克·约瑟夫
蒙克·约瑟夫（匈牙利語：Munk József，1890年11月30日—？），匈牙利男子游泳运动员。他曾代表匈牙利参加1908年夏季奥林匹克运动会游泳比赛，获得男子4×200米自由泳接力银牌。